# Jugoslawische Eishockeyliga 1939/40
Die Saison 1939/40 war die vierte Spielzeit der jugoslawischen Eishockeyliga, der höchsten jugoslawischen Eishockeyspielklasse. Meister wurde zum insgesamt vierten Mal in der Vereinsgeschichte der SK Ilirija Ljubljana.

## Hauptrunde

### Tabelle
|    | Klub                 |
| -- | -------------------- |
| 1. | SK Ilirija Ljubljana |
| 2. | Marathon Zagreb      |
| 3. | ZKD Zagreb           |
| 4. | HAŠK Zagreb          |